# Anatolij Babko
Anatolij Kyrylowytsch Babko (* 2. Oktoberjul. / 15. Oktober 1905greg. in Anschero-Sudschensk, Gouvernement Tomsk, Russisches Kaiserreich; † 7. Januar 1968 in Kiew, Ukrainische SSR) war ein ukrainisch-sowjetischer Chemiker, der sich insbesondere mit der analytischen Chemie beschäftigt hat.

## Leben
Anatolij Babko studierte am Kiewer Polytechnischem Institut bei Iwan Tananajew (Иван Владимирович Тананаев). 1939 organisierte er die analytische Abteilung am Institut für Allgemeine und Anorganische Chemie der Akademie der Wissenschaften der Ukrainischen SSR, die er zeitlebens leitete. Von 1940 an war er Mitglied der KPdSU. Ab 1943 war er zudem Professor und ab 1944 Leiter der Fakultät für Analytische Chemie der Universität Kiew. Seine Hauptwerke widmeten sich der physikalischen Chemie, der Komplexverbindungen und ihre Verwendung in der analytischen Chemie sowie der photometrischen und fluoreszierenden Analysemethoden. Er hat mehr als 400 Publikationen veröffentlicht.

## Ehrungen
- 1966 Verdienter der Wissenschaften der Ukrainischen SSR (1966)[2]